# Morena Camilleri
Morena Camilleri, född 7 mars 1984 i Sannat, Għawdex, Malta, är en sångerska född i Valletta, Malta. Hon representerade sitt hemland i Eurovision Song Contest 2008 i Belgrad med låten Vodka, efter att den 26 januari 2008 ha vunnit den nationella uttagningen över förhandsfavoriten Claudia Faniello. I samma uttagning tävlade Morena med låten Casanova.  Vid Eurovision Song Contest i Belgrad tog sig Morena inte vidare från semifinalen.